# Bruno Fernandes de Souza
Bruno Fernandes das Dores de Souza (Ribeirão das Neves, 23 de dezembro de 1984) é um futebolista, empresário e criminoso brasileiro. Atualmente solto sob liberdade condicional, atua como goleiro no União do Bom Destino, clube de várzea do Espírito Santo. Ficou nacionalmente conhecido em 2010, ao ser preso por planejamento e participação no sequestro e assassinato de Eliza Samudio, modelo com quem se envolveu e teve um filho, Bruno Samudio.
Em 2013 foi condenado a 22 anos e três meses de prisão. Em fevereiro de 2017, após seis anos e sete meses preso, Bruno conseguiu habeas corpus por uma liminar deferida pelo ministro Marco Aurélio Mello, do Supremo Tribunal Federal. No entanto, em 25 de abril, o STF voltou a julgá-lo e por três votos a um, decidiu que Bruno deveria voltar à prisão. Em 18 de julho de 2019, Bruno conseguiu uma progressão de pena para o regime semiaberto através de uma decisão da justiça de Varginha, deixando o presídio no dia seguinte.

## Biografia
Nascido em 23 de dezembro de 1984 como Bruno Fernandes Souza, o jogador nunca teve uma boa estrutura familiar. Três meses depois do seu nascimento, ele foi abandonado pelos pais e acabou criado pela avó paterna, em Ribeirão das Neves, na Região Metropolitana de Belo Horizonte. Os pais do jogador e o irmão foram morar no Piauí. Os pais de Bruno se separaram poucos anos depois, em 1988. Bruno só voltaria a encontrar a mãe em 2006.
Em 1996, sua mãe, Sandra, atirou cinco vezes em uma mulher, sendo que nenhum dos tiros atingiu o alvo. Sandra teria discutido com a mulher, após consumirem cocaína em uma festa. A mãe do jogador foi denunciada pelo Ministério Público por tentativa de homicídio, mas nunca foi presa.
Em 2005, Sandra e seu companheiro na época foram acusados de fraudar documentos de um terreno na Bahia. Já o pai do jogador, Maurílio Fernandes das Dores de Souza, foi acusado de furto e teve a prisão pedida sete vezes. Maurílio morreu em 2008. O irmão de Bruno, Rodrigo Fernandes, foi preso por roubo em Teresina, no Piauí.

## Carreira

### Histórico

#### Início
Aos 12 anos de idade, Bruno, que não tinha dinheiro sequer para pagar passagem de ônibus, entrou para o mundo da bola. Começou nas categorias de base do tradicional Venda Nova, por onde já passaram jogadores famosos como Fred e Euller. Antes de virar profissional, jogou no Santa Cruz-MG, de Belo Horizonte, e no Tombense, da cidade Tombos. Não há registro na federação mineira, mas Bruno teve rápida passagem pelo juniores do Cruzeiro, onde teria sido dispensado por indisciplina.

### Atlético Mineiro
Bruno chegou para as categorias de base do Atlético Mineiro em 2002. Ganhou destaque, e subiu para o time profissional em 2004. Sua estreia se daria no ano seguinte, durante o Campeonato Brasileiro de 2005, num empate por 1 a 1 contra o Internacional, graças a uma inusitada combinação de fatos: a suspensão de Danrlei, goleiro titular, e à ausência de Diego Alves, o goleiro reserva imediato, que havia sido convocado para a Seleção Brasileira Sub-20.
Pouco depois, foi efetivado na posição na partida contra o Juventude, em agosto de 2005.
Em setembro, Bruno se envolveu numa confusão em frente à Escola Estadual Pedro Alcântara de Nogueira, em Ribeirão das Neves, e passou a noite detido na 10ª Delegacia Seccional do município da Região Metropolitana de Belo Horizonte. Bruno foi acusado de agressão por um estudante. Segundo o jovem, que torce para o Cruzeiro, o goleiro atleticano deu dois tapas em seu rosto, após ouvir e não gostar de uma crítica.
Apesar do rebaixamento do Atlético Mineiro para a Série B do Brasileirão de 2005, Bruno terminaria o ano recebendo o Troféu Telê Santana como melhor goleiro, e sendo eleito o segundo melhor goleiro do Brasileirão pela revista Placar.
Em fevereiro de 2006, nova confusão terminaria na delegacia. O goleiro foi detido pela Polícia Militar, acusado de “manobras perigosas” com um automóvel Honda Civic. Segundo o boletim de ocorrência da PM, o então camisa 1 do Galo “não gostou de ser advertido” e foi levado para a 10ª Seccional, onde foi autuado por desacato. O jogador perdeu sete pontos na carteira de habilitação e teve o documento apreendido.
Em maio de 2006, Bruno recebeu uma advertência por escrito da diretoria do Atlético, por "forçar sua saída do clube" em declarações dadas à imprensa.
Em 29 de julho de 2006, Bruno fez seu último jogo pelo Galo (vitória por 2 a 1 sobre a Portuguesa, pela 14ª rodada da Série B). Logo depois disso, o Atlético recebeu uma proposta do AZ Alkmaar, dos Países Baixos, e por pouco Bruno não foi jogar na Europa, o negócio acabou não sendo fechado por detalhes. Em agosto, um mês depois de ter sua negociação fracassada, ele teve 85% de seus direitos negociados com o grupo de investidores Media Sports Investment (MSI), sendo repassado ao Corinthians.
Bruno deixou o Atlético Mineiro com 59 jogos e 67 gols sofridos.

### Corinthians
Em 2006, a MSI tinha uma parceria com o Corinthians. Desta forma, o atleta foi repassado ao time paulista. No dia 25 de agosto, pouco menos de duas semanas depois de ter sido apresentado ao clube do Parque São Jorge, Bruno pediu dispensa do clube e foi liberado.
Emerson Leão, treinador do clube à época, disse que Bruno havia faltado em um treino do Corinthians sem notificar o clube e logo depois possivelmente desrespeitou o Alvinegro. Esta teria sido a gota d’água para a curta passagem do goleiro pelo Parque São Jorge.

### Flamengo

#### 2006
Então, após alguns meses de inatividade, seu passe, que pertencia a Media Sports Investment (MSI), foi oferecido ao Flamengo. E foi assim que, sem muita pompa, Bruno chegou ao rubro-negro em setembro de 2006.
Ao chegar ao clube, o goleiro ficou na reserva de Diego. Em razão de contusão do titular, Bruno foi testado. Em virtude de suas boas atuações, não mais deixou a vaga de titular pelo restante do ano. Sua estreia foi na derrota por 2 a 1 para o Internacional, que, curiosamente, foi o mesmo adversário contra o qual ele havia estreado pelos profissionais do Atlético Mineiro.

#### 2007
Manteve a condição de goleiro titular do Flamengo no início deste ano. Porém, mesmo com todo seu enaltecimento pela mídia, passou a oscilar entre bons e maus momentos. Todavia, na decisão do Campeonato Carioca, ao defender dois pênaltis (na disputa por pênaltis) que garantiram o título ao Flamengo, em cima do Botafogo, passou à condição de ídolo da torcida.
Valorizado, a MSI tentou, a todo custo, negociá-lo com o mercado europeu, o que acabou gerando certa insatisfação entre os dirigentes rubro-negros. Barrado do time titular, Bruno somente voltou a vestir a camisa 1 após ser acertada sua permanência no Flamengo.

#### 2008

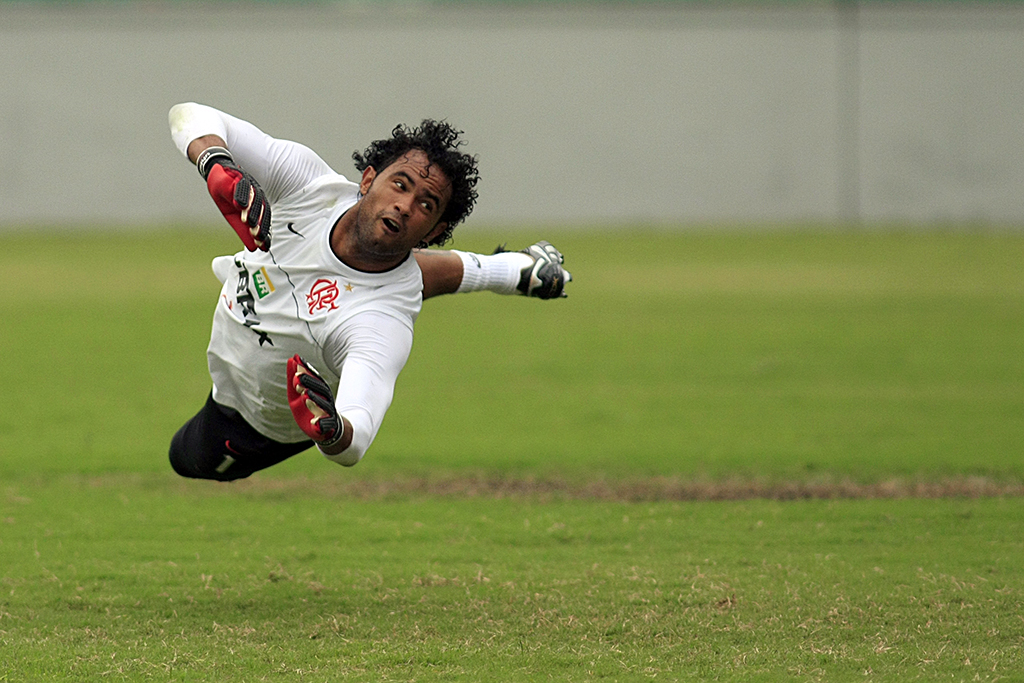
Bruno treinando no CT da Gávea em 2008

Em 2008, a fim de evitar os mesmos problemas ocorridos no ano anterior, o Flamengo decidiu investir em Bruno, comprando mais de 90% de seus direitos econômicos.
No dia 23 de abril, Bruno marcou seu primeiro gol como profissional, numa linda cobrança de falta, na partida Flamengo 2 a 0 Coronel Bolognesi, válida pela Libertadores daquele ano. Por ter sido o primeiro goleiro do Flamengo a marcar um gol em uma cobrança de falta, a diretoria do clube lhe presenteou com uma placa.
Em junho de 2008, Bruno foi acusado de tentativa de agressão por um estudante, e acabou aceitando o pagamento de dois salários mínimos em cestas básicas para uma instituição da Freguesia, em Jacarepaguá, no Rio de Janeiro. Um mês depois, após o empate entre o clube carioca e o Atlético Mineiro, em Belo Horizonte, o goleiro promoveu uma festa no seu sítio em Ribeirão das Neves, que terminou na delegacia, após uma confusão com garotas de programa. Á época, Bruno defendeu as mulheres dizendo: “Independentemente de ser prostituta ou não, é uma mulher e bater em mulher é covardia". Por conta desse episódio, Bruno foi punido em 20% de seu salário naquele mês. Além disso, as esposas de 2 jogadores que estavam envolvidos no episódio pediram o divórcio após confusão em Minas.
Em 23 de outubro, na goleada por 5 a 0 sobre o Coritiba, Bruno marcou seu segundo gol com a camisa do clube, e tornou-se o maior goleiro artilheiro da história do Flamengo.

#### 2009
No início de 2009, Bruno iniciou seu conturbado relacionamento com Eliza Samúdio.
Foi neste ano também que a diretoria carioca não quitou totalmente o valor de sua compra. O então presidente do Atlético Mineiro, Alexandre Kalil, usou a dívida de R$ 1,2 milhão do Flamengo, mais um pagamento de R$ 700 mil, para tirar o atacante Diego Tardelli do Flamengo.
O goleiro balançou as redes no dia 4 de fevereiro, marcando na goleada por 4 a 1 contra o Mesquita, no Maracanã. No Campeonato Carioca, a história de dois anos antes se repetiu, e Bruno foi o grande responsável pela conquista do tricampeonato pelo Flamengo, defendendo um pênalti no tempo normal e dois na disputa de pênaltis, na final contra o mesmo Botafogo.
No mês de março, irritado com algumas marcações do então auxiliar técnico Andrade, no rachão do Flamengo, Bruno discutiu com o ídolo rubro-negro e disse que como treinador Andrade ainda não ganhara nada. A torcida não perdoou a atitude do goleiro e vaiou o jogador, que disse que se o problema fosse ele, sairia da Gávea se fosse necessário. Apesar da situação que viveu durante a partida, Bruno disse que o problema faz parte do passado, que havia pedido desculpas a Andrade, e dedicou a vitória ao auxiliar técnico.
Em maio, na derrota do Flamengo de 3 a 2 para a Universidad de Chile, no Maracanã, nas quartas de final da Libertadores, Bruno afirmou estar se lixando para o que a torcida pensava a seu respeito. Na ocasião, os rubro-negros ficaram irritados com uma falha em um dos gols do adversário.
Em 13 de outubro de 2009, o conturbado relacionamento entre Bruno e a modelo Eliza Samudio tornou-se público, após o jornal Extra divulgar uma entrevista, gravada em vídeo, em que Eliza conta que havia sido ameaçada de morte pelo jogador.
Em 31 de outubro, Bruno foi importante na vitória do Flamengo sobre o Santos no Maracanã, por 1x0, uma vez que defendeu 2 pênaltis cobrados por Paulo Henrique Ganso.
Mesmo com as confusões, Bruno terminaria o ano em alta, sendo o capitão do Flamengo (herdou a faixa após a aposentadoria de Fábio Luciano) no título do Brasileirão daquele ano, além de ser indicado ao prêmio de melhor goleiro do Campeonato. Bruno teve de comparecer à festa de premiação do Campeonato Brasileiro para levantar a taça pelo título do Flamengo, já que ele era o capitão. Porém, por não ter sido eleito o melhor goleiro da competição, Bruno se recusou a receber o troféu de consolação.

#### 2010 e assassinato de Eliza Samúdio
No dia 6 de março, com o objetivo de apaziguar a situação do amigo Adriano, quando o atacante brigou com sua ex-noiva, Joana Machado, na Favela da Chatuba, Bruno questionou os repórteres: "Quem nunca saiu na mão com a mulher?" Repreendido pela então presidente do clube, Patrícia Amorim, o camisa 1 se retratou e pediu desculpas publicamente.
Em abril, decepcionado com a apatia demonstrada por Petković durante a derrota no primeiro tempo para a Universidade de Chile, válida pela penúltima rodada do Grupo 8 da Libertadores, Bruno se desentendeu com o companheiro e teria trocado insultos e empurrões com o meia a fim de cobrá-lo para ter melhor desempenho durante o segundo tempo.
Em junho, os jornais italianos noticiavam o interesse do Milan na contratação do goleiro flamenguista. Com a saída de Dida, a diretoria do clube italiano estaria de olho em Bruno. Posteriormente, o goleiro revelou que tinha um pré-contrato assinado com os italianos. Lá, receberia R$500 mil mensais.
Foi então que chegou o mês de julho, e com ele o chamado Caso Eliza Samudio. Impedido de exercer sua função no Flamengo por estar à disposição da Justiça, o Flamengo suspendeu o contrato com Bruno no dia 8, um dia depois de sua detenção. Com isso, a partir de então, o clube passou a não mais pagar salários ao atleta. A Olympikus, marca fornecedora de material esportivo do clube e patrocinadora do jogador, também suspendeu o contrato de patrocínio de Bruno até que o caso fosse concluído.
Segundo o jornal LANCE!, no dia de sua detenção, em 7 de julho de 2010, Bruno tinha nas mãos uma tentadora oferta do Zenit, da Russia. A proposta havia sido recebida dias antes da prisão. A oferta por Bruno era de 8 milhões de euros, cerca de R$ 17,5 milhões, na cotação da época. Segundo o mesmo jornal, O Flamengo estava feliz com o negócio.
No dia 15 de julho, o Flamengo decidiu, após reunião de sua comissão jurídica, demitir Bruno por justa causa.
Sua última partida pelo Flamengo foi no dia 5 de junho de 2010, quando o rubro-negro carioca perdeu por 2x1 para o Goiás pela sétima rodada do Campeonato Brasileiro daquele ano.
No dia 31 de dezembro de 2011, o vínculo do Bruno com o Flamengo foi encerrado oficialmente. De acordo com o Boletim Informativo Diário (BID) da Confederação Brasileira de Futebol, o contrato do atleta de 28 anos com o Flamengo foi de 2 de janeiro de 2008 até 31 de dezembro de 2012. Conforme revelado pelo GloboEsporte.com, a multa rescisória de Bruno era fixada em R$ 20 milhões (€ 9 milhões aproximadamente).

### Montes Claros

#### 2014
Em 28 de fevereiro de 2014, mesmo sob detenção em regime fechado na Penitenciária Nelson Hungria, Bruno assinou contrato com o Montes Claros Futebol Clube, clube que disputa a segunda divisão do campeonato mineiro, válido até 27 de fevereiro de 2019, segundo o Boletim Informativo Diário da CBF.
Em 4 de novembro de 2014, a justiça negou a permissão para que Bruno pudesse jogar pela equipe. Segundo o juiz, as atividades de um atleta profissional são incompatíveis com a legislação para trabalho externo.

#### 2015
Mesmo com essa permissão, porém, Bruno não poderia jogar pelo clube, já que o mesmo estava com suas atividades paradas. Devido a dificuldades financeiras, o clube encerrou suas atividades em 2015. Por conta destas dificuldades financeiras, segundo o portal Uol Esporte, Bruno jamais recebeu o pagamento de um salário em juízo desde o início de seu vínculo com o clube. Desta forma, segundo o advogado do atleta, o vínculo do clube com o Bruno não é mais válido (apesar de o vínculo entre o atleta e o clube constar nos registros da CBF). Assim, legalmente, basta que o goleiro acione a Justiça trabalhista para ficar livre para decidir sua vida profissional.

### Boa Esporte
Em 10 de março de 2017, após conseguir um habeas corpus por uma liminar deferida pelo ministro do STF Marco Aurélio Mello, Bruno foi confirmado como novo reforço do Boa Esporte Clube, de Varginha.
Após a confirmação de sua contratação, as redes sociais do Boa Esporte foram massacradas por protestos de internautas. Mesmo recebendo estas críticas, o clube confirmou que o negócio está feito e que não cogita voltar atrás na decisão. Além disso, alguns dos patrocinadores do clube admitiram que deixariam o clube caso Bruno fosse mesmo contratado. Bruno foi contratado e diversos patrocinadores deixaram o clube.
Dois dias depois do anúncio da contratação do goleiro, o site do clube foi hackeado, em um protesto anônimo. No lugar da página oficial apareceram mensagens acusando o clube de “apoiar diretamente o feminicídio”. No mesmo dia, o clube divulgou uma nota oficial, assinada pelo presidente Rone Moraes da Costa, se defendendo das críticas. O comunicado diz que a oportunidade dada ao goleiro não representa “nenhum crime conforme a legislação brasileira e perante a lei de Deus”, e que o clube tenta “fazer justiça ajudando um ser humano”.
A apresentação oficial do Bruno no clube se deu no dia 14 de março de 2017. Ele vestiu a camisa com patrocinadores que já haviam deixado o clube e se negou a responder algumas perguntas em sua apresentação.
No dia 8 de abril de 2017, Bruno fez sua estreia pelo Boa Esporte contra o Uberaba. Seu time começou ganhando, mas no final da partida Bruno cometeu pênalti, que acabou cedendo o empate por 1x1. Mas a torcida do Boa gritou seu nome e o apoiou em determinados momentos da partida.No dia 25 de Abril de 2017 o STF revogou a sua soltura e Bruno teve que voltar para a prisão
No dia 20 de Abril de 2017, o procurador-Geral da República, Rodrigo Janot, solicitou ao Supremo Tribunal Federal (STF) a revogação da decisão que liberou o goleiro da prisão. Janot argumentou que o processo está demorando para ser analisado na segunda instância em razão de recursos apresentados pela própria defesa, que estariam postergando o julgamento. Por conta disso, no dia 25 de abril, após disputar 5 partidas pelo clube, Bruno voltou à prisão, após decisão do Supremo Tribunal Federal (STF), pelo placar de 3 a 1. Na breve passagem de Bruno pelo clube, o Boa obteve duas vitórias e dois empates e sofreu uma derrota. Nestes cinco jogos, o goleiro, sofreu quatro gols com a camisa da equipe mineira.

### Poços de Caldas
Em 13 de agosto de 2019, foi anunciado pelo presidente do Poços de Caldas, como um dos reforços da equipe para a disputa do Campeonato Mineiro de Futebol da terceira divisão em 2020.
Porém, sua passagem pelo clube durou apenas 2 meses, tendo o contrato entre o jogador e o clube sido rescindido em um acordo em outubro de 2019, devido a conflitos com a diretoria. A alegação dos advogados de Bruno para explicar a rescisão foi de que o Poços de Caldas acumulava dívidas e não honrou suas obrigações com o goleiro, como pagamento dos salários e fornecimento de material esportivo. Bruno atuou apenas 45 minutos pelo clube, sendo um amistoso contra o Juraia no mesmo dia de sua apresentação.

### Rio Branco
Em 27 de julho 2020, em vídeo o presidente do Rio Branco-AC anuncia contratação do goleiro Bruno, para a disputa na temporada do segundo turno do Campeonato Acriano, Campeonato Brasileiro da Série D e Copa Verde. Após o anúncio da contração, a rede de supermercados Arasuper, o único patrocinador do clube, rescindiu o contrato com o clube acreano.
Após 10 anos sem balançar as redes, Bruno marcou seu 1° gol pelo Rio Branco no empate de 1 a 1 com Bragantino-PA, de pênalti, em jogo válido pela 8 rodada do Campeonato Brasileiro de Futebol Série D de 2020. O clube sofreu muitas críticas nas redes sociais após comemorar o gol feito por Bruno.
Em 18 de janeiro de 2021, foi anunciado a sua saída do clube acriano. O jogador que tinha contrato até o final do mês, não teve o vínculo renovado. Ao todo, Bruno disputou 18 partidas e marcou 1 gol.

### Atlético Carioca
Em 15 de maio 2021, Bruno desiste da aposentadoria e assina com Atlético Carioca, em um vídeo divulgado nas redes sociais. O goleiro anunciou que irá disputar a Série C do Estadual pelo clube.
Fez sua estreia pelo clube em 30 de maio de 2021, na goleada de 5 a 1 sobre o Bela Vista, na 1a rodada do Campeonato Carioca Série C de 2021, tendo feito ainda um gol de pênalti, o 1° de clube na partida.

### Aposentadoria
Anunciou sua aposentadoria como jogador de futebol em 13 de julho de 2021, aos 36 anos, se dedicando a carreira de investidor.

### Volta aos campos
Em 2022 voltou aos campos, atuando pela Sociedade Esportiva de Búzios, porém sua passagem durou apenas 2 dias.
No ano de 2023 foi para o futebol de várzea para o Orion Futebol Clube, time de São Paulo.
E em 2024 está atuando pelo União do Bom Destino, time que disputa o Campeonato Municipal de Água Doce do Norte, no estado do Espírito Santo.

## Gols na carreira
Bruno começou a treinar cobranças de faltas e de pênaltis em 2008, na Gávea, conseguido fazer quatro gols na carreira, ao longo dos anos de 2008, 2009 e 2010. Bruno foi o terceiro goleiro do Flamengo a marcar gols com a camisa do clube (antes dele, Ubirajara e Zé Carlos já haviam marcado).
Seu primeiro gol marcado aconteceu em uma partida da Libertadores da América de 2008, quando o Flamengo enfrentou, no Maracanã, o Coronel Bolognesi. A partida estava difícil para o Flamengo até que Bruno marcou um gol, em uma linda cobrança de falta. Esta foi a primeira vez que um goleiro do Flamengo marcou um gol em uma cobrança de falta. Por conta disso, a diretoria do clube lhe presenteou com uma placa.
Posteriormente, Bruno marcou mais três gols, tornando-se o goleiro que mais marcou gols na história do Flamengo, superando Ubirajara e Zé Carlos, ambos com 1 gol marcado pelo clube.
Pela 8ª rodada do Campeonato Brasileiro da Série D de 2020, defendendo o Rio Branco-AC, marcou gol em penalidade contra o Bragantino-PA.

## Estatísticas

#### Flamengo[carecede fontes?]

##### Jogos
| #   | Partida                                 | Data                    | Competição                        | Gols |
| 01  | Flamengo 1x2 Internacional              | 2 de setembro de 2006   | Campeonato Brasileiro             | 0    |
| 02  | Flamengo 2x0 Botafogo                   | 10 de setembro de 2006  | Campeonato Brasileiro             | 0    |
| 03  | Flamengo 4x3 Fortaleza                  | 17 de setembro de 2006  | Campeonato Brasileiro             | 0    |
| 04  | Flamengo 1x0 Cruzeiro                   | 21 de setembro de 2006  | Campeonato Brasileiro             | 0    |
| 05  | Flamengo 0x3 Santos                     | 24 de setembro de 2006  | Campeonato Brasileiro             | 0    |
| 06  | Flamengo 4x1 Fluminense                 | 4 de outubro de 2006    | Campeonato Brasileiro             | 0    |
| 07  | Flamengo 1x3 Palmeiras                  | 8 de outubro de 2006    | Campeonato Brasileiro             | 0    |
| 08  | Flamengo 3x0 Corinthians                | 16 de outubro de 2006   | Campeonato Brasileiro             | 0    |
| 09  | Flamengo 1x2 América - MEX              | 18 de outubro de 2006   | Troféu Coliseu                    | 0    |
| 10  | Flamengo 2x0 Paraná                     | 22 de outubro de 2006   | Campeonato Brasileiro             | 0    |
| 11  | Flamengo 1x3 Vasco                      | 26 de outubro de 2006   | Campeonato Brasileiro             | 0    |
| 12  | Flamengo 1x1 Santa Cruz                 | 1 de novembro de 2006   | Campeonato Brasileiro             | 0    |
| 13  | Flamengo 1x0 Atlético - PR              | 4 de novembro de 2006   | Campeonato Brasileiro             | 0    |
| 14  | Flamengo 1x0 Goiás                      | 8 de novembro de 2006   | Campeonato Brasileiro             | 0    |
| 15  | Flamengo 0x3 Ponte Preta                | 12 de novembro de 2006  | Campeonato Brasileiro             | 0    |
| 16  | Flamengo 0x2 Figueirense                | 18 de novembro de 2006  | Campeonato Brasileiro             | 0    |
| 17  | Flamengo 0x3 Grêmio                     | 26 de novembro de 2006  | Campeonato Brasileiro             | 0    |
| 18  | Flamengo 4x1 São Caetano                | 2 de dezembro de 2006   | Campeonato Brasileiro             | 0    |
| 19  | Flamengo 2x0 Cabofriense                | 25 de janeiro de 2007   | Taça Guanabara/Campeonato Carioca | 0    |
| 20  | Flamengo 2x1 Americano                  | 31 de janeiro de 2007   | Taça Guanabara/Campeonato Carioca | 0    |
| 21  | Flamengo 1x0 Boavista                   | 4 de fevereiro de 2007  | Taça Guanabara/Campeonato Carioca | 0    |
| 22  | Flamengo 3x3 Botafogo                   | 11 de fevereiro de 2007 | Taça Guanabara/Campeonato Carioca | 0    |
| 23  | Flamengo 2x2 Real Potosí - BOL          | 14 de fevereiro de 2007 | Libertadores da América           | 0    |
| 24  | Flamengo 1x4 Madureira                  | 17 de fevereiro de 2007 | Taça Guanabara/Campeonato Carioca | 0    |
| 25  | Flamengo 3x1 Maracaibo - VEN            | 21 de fevereiro de 2007 | Libertadores da América           | 0    |
| 26  | Flamengo 1(3)x(1)1 Vasco                | 25 de fevereiro de 2007 | Taça Guanabara/Campeonato Carioca | 0    |
| 27  | Flamengo 0x1 Madureira                  | 4 de março de 2007      | Taça Guanabara/Campeonato Carioca | 0    |
| 28  | Flamengo 4x1 Madureira                  | 7 de março de 2007      | Taça Guanabara/Campeonato Carioca | 0    |
| 29  | Flamengo 1x0 Paraná                     | 14 de março de 2007     | Libertadores da América           | 0    |
| 30  | Flamengo 1x2 Volta Redonda              | 18 de março de 2007     | Taça Rio/Campeonato Carioca       | 0    |
| 31  | Flamengo 1x0 Paraná                     | 21 de março de 2007     | Libertadores da América           | 0    |
| 32  | Flamengo 0x3 Vasco                      | 25 de março de 2007     | Taça Rio/Campeonato Carioca       | 0    |
| 33  | Flamengo 1x2 Fluminense                 | 29 de março de 2007     | Taça Rio/Campeonato Carioca       | 0    |
| 34  | Flamengo 2x1 Maracaibo - VEN            | 4 de abril de 2007      | Libertadores da América           | 0    |
| 35  | Flamengo 4x1 América                    | 8 de abril de 2007      | Taça Rio/Campeonato Carioca       | 0    |
| 36  | Flamengo 1x0 Real Potosí - BOL          | 18 de abril de 2007     | Libertadores da América           | 0    |
| 37  | Flamengo 2x2 Botafogo                   | 29 de abril de 2007     | Campeonato Carioca                | 0    |
| 38  | Flamengo 0x3 Defensor - URU             | 2 de maio de 2007       | Libertadores da América           | 0    |
| 39  | Flamengo 2(4)x(2)2 Botafogo             | 6 de maio de 2007       | Campeonato Carioca                | 0    |
| 40  | Flamengo 2x0 Defensor - URU             | 9 de maio de 2007       | Libertadores da América           | 0    |
| 41  | Flamengo 2x4 Palmeiras                  | 13 de maio de 2007      | Campeonato Brasileiro             | 0    |
| 42  | Flamengo 3x1 Goiás                      | 20 de maio de 2007      | Campeonato Brasileiro             | 0    |
| 43  | Flamengo 2x2 Botafogo                   | 27 de maio de 2007      | Campeonato Brasileiro             | 0    |
| 44  | Flamengo 2x2 Sport                      | 3 de junho de 2007      | Campeonato Brasileiro             | 0    |
| 45  | Flamengo 0x4 Figueirense                | 10 de junho de 2007     | Campeonato Brasileiro             | 0    |
| 46  | Flamengo 2x2 Internacional              | 16 de junho de 2007     | Campeonato Brasileiro             | 0    |
| 47  | Flamengo 1x2 Paraná                     | 19 de julho de 2007     | Campeonato Brasileiro             | 0    |
| 48  | Flamengo 0x1 Grêmio                     | 22 de julho de 2007     | Campeonato Brasileiro             | 0    |
| 49  | Flamengo 3x1 América-RN                 | 25 de julho de 2007     | Campeonato Brasileiro             | 0    |
| 50  | Flamengo 2x2 Corinthians                | 29 de julho de 2007     | Campeonato Brasileiro             | 0    |
| 51  | Flamengo 0x3 Santos                     | 5 de agosto de 2007     | Campeonato Brasileiro             | 0    |
| 52  | Flamengo 0x2 Atlético-PR                | 8 de agosto de 2007     | Campeonato Brasileiro             | 0    |
| 53  | Flamengo 2x1 Náutico                    | 11 de agosto de 2007    | Campeonato Brasileiro             | 0    |
| 54  | Flamengo 1x0 Fluminense                 | 16 de agosto de 2007    | Campeonato Brasileiro             | 0    |
| 55  | Flamengo 1x2 Palmeiras                  | 19 de agosto de 2007    | Campeonato Brasileiro             | 0    |
| 56  | Flamengo 4x0 Juventude                  | 23 de agosto de 2007    | Campeonato Brasileiro             | 0    |
| 57  | Flamengo 3x1 Goiás                      | 26 de agosto de 2007    | Campeonato Brasileiro             | 0    |
| 58  | Flamengo 1x1 Botafogo                   | 29 de agosto de 2007    | Campeonato Brasileiro             | 0    |
| 59  | Flamengo 1x1 Sport                      | 1 de setembro de 2007   | Campeonato Brasileiro             | 0    |
| 60  | Flamengo 4x1 Figueirense                | 5 de setembro de 2007   | Campeonato Brasileiro             | 0    |
| 61  | Flamengo 0x3 Internacional              | 8 de setembro de 2007   | Campeonato Brasileiro             | 0    |
| 62  | Flamengo 3x1 Cruzeiro                   | 12 de setembro de 2007  | Campeonato Brasileiro             | 0    |
| 63  | Flamengo 1x1 Vasco                      | 16 de setembro de 2007  | Campeonato Brasileiro             | 0    |
| 64  | Flamengo 2x2 Juventude                  | 23 de setembro de 2007  | Campeonato Brasileiro             | 0    |
| 65  | Flamengo 1x0 Atlético-MG                | 29 de setembro de 2007  | Campeonato Brasileiro             | 0    |
| 66  | Flamengo 1x0 São Paulo                  | 4 de outubro de 2007    | Campeonato Brasileiro             | 0    |
| 67  | Flamengo 0x2 Fluminense                 | 7 de outubro de 2007    | Campeonato Brasileiro             | 0    |
| 68  | Flamengo 1x0 Paraná                     | 13 de outubro de 2007   | Campeonato Brasileiro             | 0    |
| 69  | Flamengo 2x1 Vasco                      | 18 de outubro de 2007   | Campeonato Brasileiro             | 0    |
| 70  | Flamengo 2x0 Grêmio                     | 21 de outubro de 2007   | Campeonato Brasileiro             | 0    |
| 71  | Flamengo 1x0 América-RN                 | 28 de outubro de 2007   | Campeonato Brasileiro             | 0    |
| 72  | Flamengo 2x1 Corinthians                | 31 de outubro de 2007   | Campeonato Brasileiro             | 0    |
| 73  | Flamengo 1x3 Cruzeiro                   | 4 de novembro de 2007   | Campeonato Brasileiro             | 0    |
| 74  | Flamengo 1x0 Santos                     | 11 de novembro de 2007  | Campeonato Brasileiro             | 0    |
| 75  | Flamengo 2x0 Atlético-PR                | 25 de novembro de 2007  | Campeonato Brasileiro             | 0    |
| 76  | Flamengo 0x1 Náutico                    | 2 de dezembro de 2007   | Campeonato Brasileiro             | 0    |
| 77  | Flamengo 4x1 Cardoso Moreira            | 24 de janeiro de 2008   | Taça Guanabara/Campeonato Carioca | 0    |
| 78  | Flamengo 5x1 Duque de Caxias            | 27 de janeiro de 2008   | Taça Guanabara/Campeonato Carioca | 0    |
| 79  | Flamengo 1x0 Macaé                      | 30 de janeiro de 2008   | Taça Guanabara/Campeonato Carioca | 0    |
| 80  | Flamengo 4x0 América                    | 2 de fevereiro de 2008  | Taça Guanabara/Campeonato Carioca | 0    |
| 81  | Flamengo 2x1 Volta Redonda              | 7 de fevereiro de 2008  | Taça Guanabara/Campeonato Carioca | 0    |
| 82  | Flamengo 0x0 Coronel Bolognesi - PER    | 13 de fevereiro de 2008 | Libertadores da América           | 0    |
| 83  | Flamengo 2x1 Vasco                      | 17 de fevereiro de 2008 | Taça Guanabara/Campeonato Carioca | 0    |
| 84  | Flamengo 2x1 Botafogo                   | 24 de fevereiro de 2008 | Taça Guanabara/Campeonato Carioca | 0    |
| 85  | Flamengo 2x1 Cienciano - PER            | 27 de fevereiro de 2008 | Libertadores da América           | 0    |
| 86  | Flamengo 4x2 Resende                    | 2 de março de 2008      | Taça Rio/Campeonato Carioca       | 0    |
| 87  | Flamengo 0x3 Nacional - URU             | 5 de março de 2008      | Libertadores da América           | 0    |
| 88  | Flamengo 3x1 Americano                  | 9 de março de 2008      | Taça Rio/Campeonato Carioca       | 0    |
| 89  | Flamengo 2x0 Mesquita                   | 12 de março de 2008     | Taça Rio/Campeonato Carioca       | 0    |
| 90  | Flamengo 2x3 Botafogo                   | 16 de março de 2008     | Taça Rio/Campeonato Carioca       | 0    |
| 91  | Flamengo 2x0 Nacional - URU             | 19 de março de 2008     | Libertadores da América           | 0    |
| 92  | Flamengo 2x0 Cabofriense                | 22 de março de 2008     | Taça Rio/Campeonato Carioca       | 0    |
| 93  | Flamengo 4x1 Friburguense               | 26 de março de 2008     | Taça Rio/Campeonato Carioca       | 0    |
| 94  | Flamengo 0x0 Madureira                  | 29 de março de 2008     | Taça Rio/Campeonato Carioca       | 0    |
| 95  | Flamengo 3x0 Cienciano - PER            | 9 de abril de 2008      | Libertadores da América           | 0    |
| 96  | Flamengo 0x3 Botafogo                   | 13 de abril de 2008     | Taça Rio/Campeonato Carioca       | 0    |
| 97  | Flamengo 2x0 Coronel Bolognesi - PER    | 23 de abril de 2008     | Libertadores da América           | 1    |
| 98  | Flamengo 1x0 Botafogo                   | 27 de abril de 2008     | Campeonato Carioca                | 0    |
| 99  | Flamengo 4x2 América - MEX              | 30 de abril de 2008     | Libertadores da América           | 0    |
| 100 | Flamengo 3x1 Botafogo                   | 4 de maio de 2008       | Campeonato Carioca                | 0    |
| 101 | Flamengo 0x3 América - MEX              | 7 de maio de 2008       | Libertadores da América           | 0    |
| 102 | Flamengo 3x1 Santos                     | 11 de maio de 2008      | Campeonato Brasileiro             | 0    |
| 103 | Flamengo 0x0 Grêmio                     | 18 de maio de 2008      | Campeonato Brasileiro             | 0    |
| 104 | Flamengo 2x1 Internacional              | 24 de maio de 2008      | Campeonato Brasileiro             | 0    |
| 105 | Flamengo 1x0 Fluminense                 | 1 de junho de 2008      | Campeonato Brasileiro             | 0    |
| 106 | Flamengo 5x0 Figueirense                | 7 de junho de 2008      | Campeonato Brasileiro             | 0    |
| 107 | Flamengo 2x4 São Paulo                  | 14 de junho de 2008     | Campeonato Brasileiro             | 0    |
| 108 | Flamengo 3x1 Ipatinga                   | 22 de junho de 2008     | Campeonato Brasileiro             | 0    |
| 109 | Flamengo 2x1 Sport                      | 29 de junho de 2008     | Campeonato Brasileiro             | 0    |
| 110 | Flamengo 3x0 Náutico                    | 5 de julho de 2008      | Campeonato Brasileiro             | 0    |
| 111 | Flamengo 1x1 Atlético-MG                | 9 de julho de 2008      | Campeonato Brasileiro             | 0    |
| 112 | Flamengo 3x1 Vasco                      | 13 de julho de 2008     | Campeonato Brasileiro             | 0    |
| 113 | Flamengo 0x1 Coritiba                   | 17 de julho de 2008     | Campeonato Brasileiro             | 0    |
| 114 | Flamengo 0x1 Vitória                    | 20 de julho de 2008     | Campeonato Brasileiro             | 0    |
| 115 | Flamengo 2x2 Portuguesa                 | 23 de julho de 2008     | Campeonato Brasileiro             | 0    |
| 116 | Flamengo 0x1 Palmeiras                  | 30 de julho de 2008     | Campeonato Brasileiro             | 0    |
| 117 | Flamengo 1x2 Cruzeiro                   | 3 de agosto de 2008     | Campeonato Brasileiro             | 0    |
| 118 | Flamengo 1x2 Goiás                      | 6 de agosto de 2008     | Campeonato Brasileiro             | 0    |
| 119 | Flamengo 1x0 Atlético-PR                | 9 de agosto de 2008     | Campeonato Brasileiro             | 0    |
| 120 | Flamengo 2x2 Santos                     | 17 de agosto de 2008    | Campeonato Brasileiro             | 0    |
| 121 | Flamengo 2x1 Grêmio                     | 21 de agosto de 2008    | Campeonato Brasileiro             | 0    |
| 122 | Flamengo 1x1 Internacional              | 24 de agosto de 2008    | Campeonato Brasileiro             | 0    |
| 123 | Flamengo 2x2 Fluminense                 | 31 de agosto de 2008    | Campeonato Brasileiro             | 0    |
| 124 | Flamengo 3x2 Figueirense                | 3 de setembro de 2008   | Campeonato Brasileiro             | 0    |
| 125 | Flamengo 0x2 São Paulo                  | 14 de setembro de 2008  | Campeonato Brasileiro             | 0    |
| 126 | Flamengo 1x0 Ipatinga                   | 21 de setembro de 2008  | Campeonato Brasileiro             | 0    |
| 127 | Flamengo 2x1 Sport                      | 27 de setembro de 2008  | Campeonato Brasileiro             | 0    |
| 128 | Flamengo 2x0 Náutico                    | 4 de outubro de 2008    | Campeonato Brasileiro             | 0    |
| 129 | Flamengo 0x3 Atlético-MG                | 11 de outubro de 2008   | Campeonato Brasileiro             | 0    |
| 130 | Flamengo 1x0 Vasco                      | 19 de outubro de 2008   | Campeonato Brasileiro             | 0    |
| 131 | Flamengo 5x0 Coritiba                   | 23 de outubro de 2008   | Campeonato Brasileiro             | 1    |
| 132 | Flamengo 0x0 Vitória                    | 29 de outubro de 2008   | Campeonato Brasileiro             | 0    |
| 133 | Flamengo 2x2 Portuguesa                 | 1 de novembro de 2008   | Campeonato Brasileiro             | 0    |
| 134 | Flamengo 1x0 Botafogo                   | 9 de novembro de 2008   | Campeonato Brasileiro             | 0    |
| 135 | Flamengo 5x2 Palmeiras                  | 16 de novembro de 2008  | Campeonato Brasileiro             | 0    |
| 136 | Flamengo 2x3 Cruzeiro                   | 23 de novembro de 2008  | Campeonato Brasileiro             | 0    |
| 137 | Flamengo 3x3 Goiás                      | 30 de novembro de 2008  | Campeonato Brasileiro             | 0    |
| 138 | Flamengo 3x5 Atlético-PR                | 7 de dezembro de 2008   | Campeonato Brasileiro             | 0    |
| 139 | Flamengo 1x0 Friburguense               | 25 de janeiro de 2009   | Taça Guanabara/Carioca            | 0    |
| 140 | Flamengo 2x1 Bangu                      | 29 de janeiro de 2009   | Taça Guanabara/Carioca            | 0    |
| 141 | Flamengo 1x0 Volta Redonda              | 1 de fevereiro de 2009  | Taça Guanabara/Carioca            | 0    |
| 142 | Flamengo 4x1 Mesquita                   | 4 de fevereiro de 2009  | Taça Guanabara/Carioca            | 1    |
| 143 | Flamengo 2x1 Macaé                      | 7 de fevereiro de 2009  | Taça Guanabara/Carioca            | 0    |
| 144 | Flamengo 2x2 Boavista                   | 11 de fevereiro de 2009 | Taça Guanabara/Carioca            | 0    |
| 145 | Flamengo 1x1 Botafogo                   | 15 de fevereiro de 2009 | Taça Guanabara/Carioca            | 0    |
| 146 | Flamengo 1x3 Resende                    | 21 de fevereiro de 2009 | Taça Guanabara/Carioca            | 0    |
| 147 | Flamengo 5x0 Ivinhema - MS              | 4 de março de 2009      | Copa do Brasil                    | 0    |
| 148 | Flamengo 3x1 Cabofriense                | 7 de março de 2009      | Taça Rio/Carioca                  | 0    |
| 149 | Flamengo 4x2 Duque de Caxias            | 11 de março de 2009     | Taça Rio/Carioca                  | 0    |
| 150 | Flamengo 1x1 Tigres                     | 14 de março de 2009     | Taça Rio/Carioca                  | 0    |
| 151 | Flamengo 0x2 Vasco                      | 22 de março de 2009     | Taça Rio/Carioca                  | 0    |
| 152 | Flamengo 4x2 Madureira                  | 25 de março de 2009     | Taça Rio/Carioca                  | 0    |
| 153 | Flamengo 4x0 Resende                    | 28 de março de 2009     | Taça Rio/Carioca                  | 0    |
| 154 | Flamengo 1x0 Americano                  | 31 de março de 2009     | Taça Rio/Carioca                  | 0    |
| 155 | Flamengo 2x0 Remo                       | 8 de abril de 2009      | Copa do Brasil                    | 0    |
| 156 | Flamengo 1x0 Botafogo                   | 19 de abril de 2009     | Taça Rio/Carioca                  | 0    |
| 157 | Flamengo 2x2 Botafogo                   | 26 de abril de 2009     | Campeonato Carioca                | 0    |
| 158 | Flamengo 0x0 Fortaleza                  | 29 de abril de 2009     | Copa do Brasil                    | 0    |
| 159 | Flamengo (4)2x2(2) Botafogo             | 3 de maio de 2009       | Campeonato Carioca                | 0    |
| 160 | Flamengo 3x0 Fortaleza                  | 6 de maio de 2009       | Copa do Brasil                    | 0    |
| 161 | Flamengo 0x2 Cruzeiro                   | 10 de maio de 2009      | Campeonato Brasileiro             | 0    |
| 162 | Flamengo 0x0 Inter                      | 13 de maio de 2009      | Copa do Brasil                    | 0    |
| 163 | Flamengo 0x0 Avaí                       | 16 de maio de 2009      | Campeonato Brasileiro             | 0    |
| 164 | Flamengo 1x2 Inter                      | 20 de maio de 2009      | Copa do Brasil                    | 0    |
| 165 | Flamengo 2x1 Santo André                | 24 de maio de 2009      | Campeonato Brasileiro             | 0    |
| 166 | Flamengo 2x1 Atlético - PR              | 31 de maio de 2009      | Campeonato Brasileiro             | 0    |
| 167 | Flamengo 2x4 Sport                      | 7 de junho de 2009      | Campeonato Brasileiro             | 0    |
| 168 | Flamengo 0x5 Coritiba                   | 14 de junho de 2009     | Campeonato Brasileiro             | 0    |
| 169 | Flamengo 4x0 Inter                      | 21 de junho de 2009     | Campeonato Brasileiro             | 0    |
| 170 | Flamengo 0x0 Fluminense                 | 28 de junho de 2009     | Campeonato Brasileiro             | 0    |
| 171 | Flamengo 2x1 Vitória                    | 4 de julho de 2009      | Campeonato Brasileiro             | 0    |
| 172 | Flamengo 2x2 São Paulo                  | 12 de julho de 2009     | Campeonato Brasileiro             | 0    |
| 173 | Flamengo 1x2 Palmeiras                  | 15 de julho de 2009     | Campeonato Brasileiro             | 0    |
| 174 | Flamengo 2x2 Botafogo                   | 19 de julho de 2009     | Campeonato Brasileiro             | 0    |
| 175 | Flamengo 1x1 Barueri                    | 22 de julho de 2009     | Campeonato Brasileiro             | 0    |
| 176 | Flamengo 2x1 Santos                     | 25 de julho de 2009     | Campeonato Brasileiro             | 0    |
| 177 | Flamengo 3x1 Atlético - MG              | 29 de julho de 2009     | Campeonato Brasileiro             | 0    |
| 178 | Flamengo 1x1 Náutico                    | 2 de agosto de 2009     | Campeonato Brasileiro             | 0    |
| 179 | Flamengo 2x3 Goiás                      | 5 de agosto de 2009     | Campeonato Brasileiro             | 0    |
| 180 | Flamengo 1x0 Corinthians                | 9 de agosto de 2009     | Campeonato Brasileiro             | 0    |
| 181 | Flamengo 0x0 Fluminense                 | 12 de agosto de 2009    | Copa Sul-Americana                | 0    |
| 182 | Flamengo 1x4 Grêmio                     | 16 de agosto de 2009    | Campeonato Brasileiro             | 0    |
| 183 | Flamengo 1x2 Cruzeiro                   | 20 de agosto de 2009    | Campeonato Brasileiro             | 0    |
| 184 | Flamengo 0x3 Avaí                       | 23/08//2009             | Campeonato Brasileiro             | 0    |
| 185 | Flamengo 1x1 Fluminense                 | 26 de agosto de 2009    | Copa Sul-Americana                | 0    |
| 186 | Flamengo 3x0 Santo André                | 29 de agosto de 2009    | Campeonato Brasileiro             | 0    |
| 187 | Flamengo 0x0 Atlético - PR              | 6 de setembro de 2009   | Campeonato Brasileiro             | 0    |
| 188 | Flamengo 3x0 Sport                      | 12 de setembro de 2009  | Campeonato Brasileiro             | 0    |
| 189 | Flamengo 3x0 Coritiba                   | 20 de setembro de 2009  | Campeonato Brasileiro             | 0    |
| 190 | Flamengo 2x0 Fluminense                 | 4 de outubro de 2009    | Campeonato Brasileiro             | 0    |
| 191 | Flamengo 3x3 Vitória                    | 7 de outubro de 2009    | Campeonato Brasileiro             | 0    |
| 192 | Flamengo 2x1 São Paulo                  | 10 de outubro de 2009   | Campeonato Brasileiro             | 0    |
| 193 | Flamengo 2x0 Palmeiras                  | 18 de outubro de 2009   | Campeonato Brasileiro             | 0    |
| 194 | Flamengo 1x0 Botafogo                   | 25 de outubro de 2009   | Campeonato Brasileiro             | 0    |
| 195 | Flamengo 0x2 Barueri                    | 28 de outubro de 2009   | Campeonato Brasileiro             | 0    |
| 196 | Flamengo 1x0 Santos                     | 31 de outubro de 2009   | Campeonato Brasileiro             | 0    |
| 197 | Flamengo 3x1 Atlético - MG              | 8 de novembro de 2009   | Campeonato Brasileiro             | 0    |
| 198 | Flamengo 2x0 Náutico                    | 15 de novembro de 2009  | Campeonato Brasileiro             | 0    |
| 199 | Flamengo 0x0 Goiás                      | 22 de novembro de 2009  | Campeonato Brasileiro             | 0    |
| 200 | Flamengo 2x0 Corinthians                | 29 de novembro de 2009  | Campeonato Brasileiro             | 0    |
| 201 | Flamengo 2x1 Grêmio                     | 6 de dezembro de 2009   | Campeonato Brasileiro             | 0    |
| 202 | Flamengo 3x2 Duque de Caxias            | 17 de janeiro de 2010   | Taça Guanabara/Carioca            | 0    |
| 203 | Flamengo 3x1 Volta Redonda              | 20 de janeiro de 2010   | Taça Guanabara/Carioca            | 0    |
| 204 | Flamengo 2x1 Bangu                      | 23 de janeiro de 2010   | Taça Guanabara/Carioca            | 0    |
| 205 | Flamengo 3x2 Americano                  | 27 de janeiro de 2010   | Taça Guanabara/Carioca            | 0    |
| 206 | Flamengo 5x3 Fluminense                 | 31 de janeiro de 2010   | Taça Guanabara/Carioca            | 0    |
| 207 | Flamengo 3x3 Olaria                     | 3 de fevereiro de 2010  | Taça Guanabara/Carioca            | 0    |
| 208 | Flamengo 2x1 Boavista                   | 7 de fevereiro de 2010  | Taça Guanabara/Carioca            | 0    |
| 209 | Flamengo 1x2 Botafogo                   | 17 de fevereiro de 2010 | Taça Guanabara/Carioca            | 0    |
| 210 | Flamengo 4x1 Macaé                      | 27 de fevereiro de 2010 | Taça Rio/Carioca                  | 0    |
| 211 | Flamengo 2x0 Madureira                  | 3 de março de 2010      | Taça Rio/Carioca                  | 0    |
| 212 | Flamengo 4x0 Resende                    | 6 de março de 2010      | Taça Rio/Carioca                  | 0    |
| 213 | Flamengo 3x1 Caracas - VEN              | 10 de março de 2010     | Libertadores da América           | 0    |
| 214 | Flamengo 1x0 Vasco                      | 14 de março de 2010     | Taça Rio/Carioca                  | 0    |
| 215 | Flamengo 1x2 Universidad de Chile       | 17 de março de 2010     | Libertadores da América           | 0    |
| 216 | Flamengo 2x2 Botafogo                   | 21 de março de 2010     | Taça Rio/Carioca                  | 0    |
| 217 | Flamengo 3x1 Tigres                     | 24 de março de 2010     | Taça Rio/Carioca                  | 0    |
| 218 | Flamengo 2x1 América                    | 28 de março de 2010     | Taça Rio/Carioca                  | 0    |
| 219 | Flamengo 2x2 Universidad de Chile       | 8 de abril de 2010      | Libertadores da América           | 0    |
| 220 | Flamengo 2x1 Vasco                      | 11 de abril de 2010     | Taça Rio/Carioca                  | 0    |
| 221 | Flamengo 0x2 Universidad Católica - CHI | 14 de abril de 2010     | Libertadores da América           | 0    |
| 222 | Flamengo 1x2 Botafogo                   | 18 de abril de 2010     | Taça Rio/Carioca                  | 0    |
| 223 | Flamengo 3x2 Caracas - VEN              | 21 de abril de 2010     | Libertadores da América           | 0    |
| 224 | Flamengo 1x0 Corinthians                | 28 de abril de 2010     | Libertadores da América           | 0    |
| 225 | Flamengo 1x2 Corinthians                | 5 de maio de 2010       | Libertadores da América           | 0    |
| 226 | Flamengo 1x1 São Paulo                  | 9 de maio de 2010       | Campeonato Brasileiro             | 0    |
| 227 | Flamengo 2x3 Universidad de Chile       | 12 de maio de 2010      | Libertadores da América           | 0    |
| 228 | Flamengo 1x1 Vitória                    | 15 de maio de 2010      | Campeonato Brasileiro             | 0    |
| 229 | Flamengo 2x1 Universidad de Chile       | 20 de maio de 2010      | Libertadores da América           | 0    |
| 230 | Flamengo 3x1 Grêmio Prudente            | 23 de maio de 2010      | Campeonato Brasileiro             | 0    |
| 231 | Flamengo 1x2 Fluminense                 | 26 de maio de 2010      | Campeonato Brasileiro             | 1    |
| 232 | Flamengo 1x1 Grêmio                     | 30 de maio de 2010      | Campeonato Brasileiro             | 0    |
| 233 | Flamengo 1x0 Palmeiras                  | 2 de junho de 2010      | Campeonato Brasileiro             | 0    |
| 234 | Flamengo 1x2 Goiás                      | 5 de junho de 2010      | Campeonato Brasileiro             | 0    |

### Gols
| Nº | Data                   | Competição                    | Estádio/Local                | Clube    | Placar | Adversário        | Tipo         | Ref.   |
| -- | ---------------------- | ----------------------------- | ---------------------------- | -------- | ------ | ----------------- | ------------ | ------ |
| 1  | 23 de abril de 2008    | Copa Libertadores de 2008     | Maracanã, Rio de Janeiro, RJ | Flamengo | 2–0    | Coronel Bolognesi | Falta (1º)   | [ 28 ] |
| 2  | 23 de outubro de 2008  | Campeonato Brasileiro de 2008 | Maracanã, Rio de Janeiro, RJ | Flamengo | 5–0    | Coritiba          | Pênalti (1º) | [ 33 ] |
| 3  | 4 de fevereiro de 2009 | Campeonato Carioca de 2009    | Maracanã, Rio de Janeiro, RJ | Flamengo | 4–1    | Mesquita          | Falta (2º)   | [ 89 ] |
| 4  | 26 de maio de 2010     | Campeonato Brasileiro de 2010 | Maracanã, Rio de Janeiro, RJ | Flamengo | 1–2    | Fluminense        | Falta (3º)   | [ 90 ] |

 Dados atualizados até 20 de abril de 2017

### Pênaltis defendidos
- Fonte:GloboEsporte.com[91]

| Número              | Jogos                      | Data                    | Competição             | Defendidos |
| ------------------- | -------------------------- | ----------------------- | ---------------------- | ---------- |
| 01-02               | Flamengo 1x1 Vasco(3x1)    | 25 de fevereiro de 2007 | Taça Guanabara/Carioca | 2          |
| 03-04               | Flamengo 2x2 Botafogo(4x2) | 6 de maio de 2007       | Campeonato Carioca     | 2          |
| 05                  | Flamengo 1x0 Paraná        | 13 de outubro de 2007   | Campeonato Brasileiro  | 1          |
| 06                  | Flamengo 2x1 Vasco         | 17 de fevereiro de 2008 | Taça Guanabara/Carioca | 1          |
| 7 de agosto de 2009 | Flamengo 2x2 Botafogo(4x2) | 3 de maio de 2009       | Campeonato Carioca     | 3          |
| 10                  | Flamengo 1x0 Botafogo      | 25 de outubro de 2009   | Campeonato Brasileiro  | 1          |
| 11-12               | Flamengo 1x0 Santos        | 31 de outubro de 2009   | Campeonato Brasileiro  | 2          |
| 13                  | Flamengo 3x3 Olaria        | 3 de fevereiro de 2010  | Taça Guanabara/Carioca | 1          |
| 14-15               | Flamengo 1x0 Vasco         | 14 de março de 2010     | Taça Rio/Carioca       | 2          |

## Títulos
Flamengo
- Taça Guanabara: 2007 e 2008
- Campeonato Carioca: 2007, 2008 e 2009
- Taça Rio: 2009
- Campeonato Brasileiro: 2009

### Prêmios individuais
| Ano  | Prêmio                        | Indicação        | Resultado | Infos    | Ref.   |
| ---- | ----------------------------- | ---------------- | --------- | -------- | ------ |
| 2005 | Troféu Guará                  | Revelação do ano | Venceu    |          | [ 92 ] |
| 2005 | Troféu Guará                  | Melhor Goleiro   | Venceu    |          | [ 92 ] |
| 2005 | Troféu Telê Santana           | Melhor Goleiro   | Venceu    |          | [ 93 ] |
| 2006 | Prêmio Craque do Brasileirão  | Melhor Goleiro   | Indicado  | 3º Lugar | [ 94 ] |
| 2007 | Seleção do Campeonato Carioca | Melhor Goleiro   | Venceu    |          |        |
| 2008 | Seleção do Campeonato Carioca | Melhor Goleiro   | Venceu    |          |        |
| 2009 | Seleção do Campeonato Carioca | Melhor Goleiro   | Venceu    |          |        |
| 2009 | Prêmio Craque do Brasileirão  | Melhor Goleiro   | Indicado  | 3º Lugar | [ 95 ] |

## Crimes

### Assassinato de Eliza Samudio
Em junho de 2010, a Polícia Civil de Minas Gerais declarou o goleiro Bruno suspeito do desaparecimento da modelo paranaense Eliza Samudio. O jogador inclusive chegou a ter a prisão preventiva decretada. Devido a repercussão do caso, a presidente do Flamengo Patrícia Amorim, chegou a anunciar que o jogador seria demitido do clube, mas após reunião em cúpula, a decisão não foi mantida. O inquérito do caso foi entregue em 30 de julho de 2010 e o julgamento foi realizado em 19 de novembro de 2012 no Tribunal do Júri de Contagem, em Belo Horizonte. Em 23 de novembro de 2012, os assistentes de acusação da Promotoria, José Arteiro e Cidney Mendes, acreditavam na hipótese de que Luiz Henrique Romão, o Macarrão, assumiria a morte de Eliza Samudio. Seu caso foi adiado para março de 2013. Em 6 de março de 2013, Bruno admitiu a morte de Eliza Samudio e culpou Macarrão pelo crime. O depoimento foi feito no fórum de Contagem, em Minas Gerais. Em 8 de março de 2013, Bruno foi condenado a 22 anos e três meses de prisão, dos quais 17 anos e 6 meses são em regime fechado, por homicídio triplamente qualificado (motivo torpe, meio cruel e uso de meio que dificultou a defesa da vítima), cárcere privado e sequestro de Eliza e do filho deles Bruninho, e ocultação de cadáver. Por sua confissão, sua pena foi reduzida em três anos, mas aumentada em seis meses por ter sido "mandante".
Em 5 de maio de 2012, o vice-presidente jurídico do Flamengo, Rafael de Piro, externou que o clube estaria aberto ao retorno do goleiro, caso obtivesse um habeas corpus. O pedido foi negado em 20 de outubro do mesmo ano pelo Superior Tribunal de Justiça. Seus advogados recorreram contra a sentença condenatória, mas o pleito foi negado pela segunda turma do Supremo Tribunal Federal em 11 de junho de 2013.
Em 28 de fevereiro de 2014, mesmo sob detenção em regime fechado na Penitenciária Nelson Hungria, Bruno assinou contrato com o Montes Claros Futebol Clube, clube que disputa a segunda divisão do campeonato mineiro. Para tanto, seria necessário sua transferência ao presídio da cidade de Montes Claros. Porém, o juiz da Vara de Execuções Penais da cidade negou o pedido. Em entrevista concedida a revista Placar, ele revelou que tentou se matar nos primeiros meses de detenção na penitenciária Nelson Hungria, em Contagem: "Meu coração estava cheio de ódio e revolta. Aí resolvi dar fim à minha vida. Não queria ser um peso para minha mãe nem para ninguém. Tentei o suicídio. Amarrei o lençol na ventana, que é alta, coloquei no pescoço e saltei. Mas a corda arrebentou e eu caí no chão. Olhei para o lado e tinha uma Bíblia, que um policial tinha me dado ainda no Rio de Janeiro. Foi Deus que não permitiu que eu me matasse. De um suicídio, não haveria a salvação".

#### Habeas corpus e prisão
Durante entrevista ao Globoesporte.com foi noticiado que Bruno cumpre pena na Apac de Santa Luzia, na região metropolitana de Belo Horizonte. No regime fechado, o lugar de Bruno é a cama dois da cela 18 do bloco 3. Bruno cumpre pena de 22 anos e três meses pela morte de Eliza Samúdio em 2010. Mas, com a progressão por dias trabalhados, poderá entre em regime semiaberto em 2018, segundo seus cálculos. Bruno está sem advogado no momento, mas juristas consultados pela reportagem atestaram ser possível que o goleiro consiga o regime semiaberto em 2018, como o próprio almeja.
O goleiro recebeu a reportagem do GloboEsporte.com entre as suas funções na limpeza da capela e a prova de soldador. A rotina começa às 6h, tem três paradas para oração, refeições e horário de lazer a partir das 18h. De lá, acompanha jogos pela televisão, com misto de saudade do Flamengo e paixão pelo Atlético-MG, este estampado na meia que usou durante a entrevista e na calça que sujou de terra com as defesas no treinamento também registrado pela reportagem. Do sistema de presídio comum, onde passou cinco anos entre as penitenciárias Nelson Hungria e Francisco Sá, sobraram traumas e lembranças ruins. Tentativa de suicídio, uma facada que deixou marca e depressão tratada com remédios. Agora, foco no trabalho, nos cursos e nos treinamentos na Apac (Associação de Proteção e Assistência ao Condenado), uma ONG que administra prisões e trabalha em conjunto com diversos estados e os respectivos tribunais de justiça buscando "a humanização no cumprimento das penas privativas de liberdade". O método tem inúmeros elementos, mas principalmente a confiança no detento, que passa a ser tratado pelo nome, usa crachá, não enverga uniformes da secretaria penitenciária e não passa pelas privações e lotações do sistema comum.
Nesta conversa com o GloboEsporte.com, Bruno não quis transitar pelos detalhes do crime pelo qual foi condenando, garantindo que está escrevendo um livro com a "verdadeira história". A amizade com Macarrão é coisa do passado, e o presente aponta conformismo com a pena. O jogador ainda relata que perdeu cerca de 16 kg após sua prisão.
Preso há cinco anos, Bruno se casou com a companheira Ingrid Calheiros na penitenciária de Santa Luzia (MG) em 17 de junho 2016. A cerimônia foi reservada e contou com aproximadamente 90 pessoas.
Em 24 de fevereiro de 2017, o ministro do Supremo Tribunal Federal, Marco Aurélio Mello concedeu habeas corpus ao ex-jogador, sob justificativa dele não ter sido condenado em segunda instância. Esta liminar permite que o jogador recorra em liberdade de sua condenação.
Após ganhar liberdade, o Boa Esporte Clube, clube de futebol da cidade de Varginha, anuncia a sua contratação, confirmada no dia 10 de março de 2017, o que causou polêmica nacional. A contratação foi contestada por parte de diversos torcedores do clube e outros, com manifestações que vieram dos mais diversos locais do país. Em virtude da repercussão, a Nutrends Nutricion, uma das empresas que davam suporte ao clube, decidiu retirar o seu patrocínio para a equipe.
Em 25 de abril de 2017, a 1ª turma do STF, por maioria, nos termos do voto do ministro Alexandre de Moraes, não conheceram da ordem impetrada, cassando a liminar anteriormente concedida, sob o entendimento que a própria defesa pediu a expedição de guia de cumprimento provisório da pena, a fim de que o Goleiro Bruno pudesse ter os benefícios da lei de execuções penais.

#### Regime semi-aberto
Em 18 de julho de 2019 conseguiu uma progressão de pena para o regime semiaberto através de uma decisão da justiça de Varginha. Deixou o presídio no dia seguinte, por volta das 19h, onde passa a dormir em casa, no chamada semiaberto domiciliar. Seu horário de permanência fora da prisão é das 20h até 6h.

### Ligação com o narcotráfico
Por meio de uma investigação apurada pelo Ministério Público do Estado de Minas Gerais, descobriu-se vínculo de amizade entre Bruno e o narcotraficante Antônio Francisco Bonfim Lopes, conhecido como Nem da Rocinha. Segundo a investigação, Nem tinha Bruno como seu "garoto-propaganda". A amizade com o goleiro garantia ao traficante forte influência nos setores fora da comunidade. Entre os inúmeros processos criminais, Nem responde pelos homicídios e ocultação dos cadáveres de duas jovens.

## Críticas e controvérsias
Em janeiro de 2020, repercutiu negativamente na imprensa do Brasil a possível recontratação do goleiro Bruno para o Fluminense de Feira Futebol Clube, após o seguinte comentário da jornalista Jessica Senra, da TV Bahia:
Contratar para um time de futebol um assassino (...) é um desrespeito para toda a sociedade (...) e mais, colabora com a ideia de que matar mulheres é permitido (...) Um time de futebol que contrata um feminicida como o Bruno é tão desprezível quantos os crimes que ele cometeu.
Em 10 de julho de 2021, Bruno afirmou em entrevista ao podcast do canal Nação Urubu 81 no youtube  que parou de jogar futebol por causa de uma pressão da mídia devido a sua condenação após a morte e ocultação de cadáver do corpo de Eliza Samúdio. Bruno disse:
Na verdade, eu tenho lenha para queimar ainda, teria condições para continuar jogando, meu preparo físico é bom. Eu tinha a intenção, depois de ter enfrentado a situação que todo mundo já conhece, de dar a volta por cima, de mostrar que todo ser humano é capaz de recomeçar, o ser humano é maior que seu próprio erro. Eu tinha, sim, a vontade de continuar no futebol, até porque é um sonho de criança, que foi realizado. E infelizmente não consegui. Deixei isso em terceiro ou quarto plano por causa da pressão midiática. Onde eu saio, aonde eu vou, eu arrasto multidões. Sou abraçado, acolhido, principalmente no Rio de Janeiro. Então, o que mais pegam no meu pé é a questão midiática. Então a mídia meio que colocou sobre o Bruno uma prisão perpétua, como se ele não pudesse recomeçar. Sendo que a nossa legislação fala que a gente tem que ser ressocializado, com trabalho, para ser o provedor da casa. No meu caso não. Infelizmente enterraram meu sonho, meus objetivos, minha profissão.